# Stourm ar Brezhoneg
Stourm ar Brezhoneg (Combat pel bretó) és una associació bretona creada el 1984 que exigeix l'ús del bretó a la vida pública. Les seves activitats s'han centrat en:
- La senyalització : lluita per la senyalització direccional respectant les formes correctes modernes en bretó (i fins i tot parcialment a la regió on es parla gal·ló i no pas bretó). Les seves accions consisteixen en embrutament dels panels direccionals monolingües en francès (idea presa de la Cymdeithas yr Iaith Gymraeg). Avui moltes ciutats han adoptat la senyalització bilingüe: Brest i la seva zona metropolitana, Quimper, Carhaix, An Oriant, Lanester. Igualment, hi ha senyalitzacions bilingües a molts indrets dels departements de Finistère, Morbihan i les zones bretonòfones de Costes del Nord i Loira Atlàntic.

- Audiovisual: protestes contra la restricció de la llengua bretona a les cadenes de televisió, reivindicació d'una televisió bretona i incitació a no pagar la quota, perquè pràcticament no hi ha res de nou a les emissions en bretó.

- Les relacions amb l'administració, els contractes de dret privat: expressió en bretó davant dels tribunals, boicot del cens, escriure xecs en bretó, interfície en bretó dels caixers automàtics, menyspreu de les institucions franceses de la llengua bretona...

Aquesta associació rep el suport de Skoazell Vreizh (Socors bretó). Són dissidents de Skol an Emsav. Diversos activistes de Stourm ar Brezhoneg han estat condemnats pels tribunals.